# EMoviX
eMoviX являє собою невеличкий дистрибутив Linux, побудований на Slackware. Він запускається з компакт-диску та містить лише інструменти, необхідні для відтворення фільмів, записаних на цьому ж диску. Для програвання використовується популярний відкритий програвач MPlayer, тому можна відтворювати будь-які формати відео та субтитрів, які він підтримує, зокрема DivX, MPEG-1, MPEG-2, MPEG-4, WMV, RealVideo та багато інших. Все програмне забезпечення займає всього 8MB, так що решту може бути використано для Вашого відео. eMoviX буде завантажуватися на комп'ютерах архітектурою x86 та мають не менше 36 мегабайт оперативної пам'яті.
Для створення CD/DVD може бути використаний eMoviX MoviXMaker-2 або ж K3b.